# Pálffyovská zahrada
Pálffyovská zahrada se nachází v Praze na Malé Straně pod Hradem. Na severu sousedí se zahradou Na Valech, na jihu navazuje na objekt Pálffyovského paláce. Ze západu sousedí se zahradou Ledeburskou a z východu s Kolovratskou. Jedná se o barokní zahradu založenou Annou Marií z Fürstenberka v roce 1751. Nese jméno hraběte Eduarda Pálffy z Erdödu, který roku 1881 koupil palác dnes zvaný Pálffyovský. Funkčně se dělí na Malou (která obsahuje ovocný sad) a Velkou (má více dekorativní charakter). Dnes je zahrada součástí placené expozice palácových zahrad. Společně s Pálffyovským palácem je chráněna jako kulturní památka České republiky.

## Historický vývoj

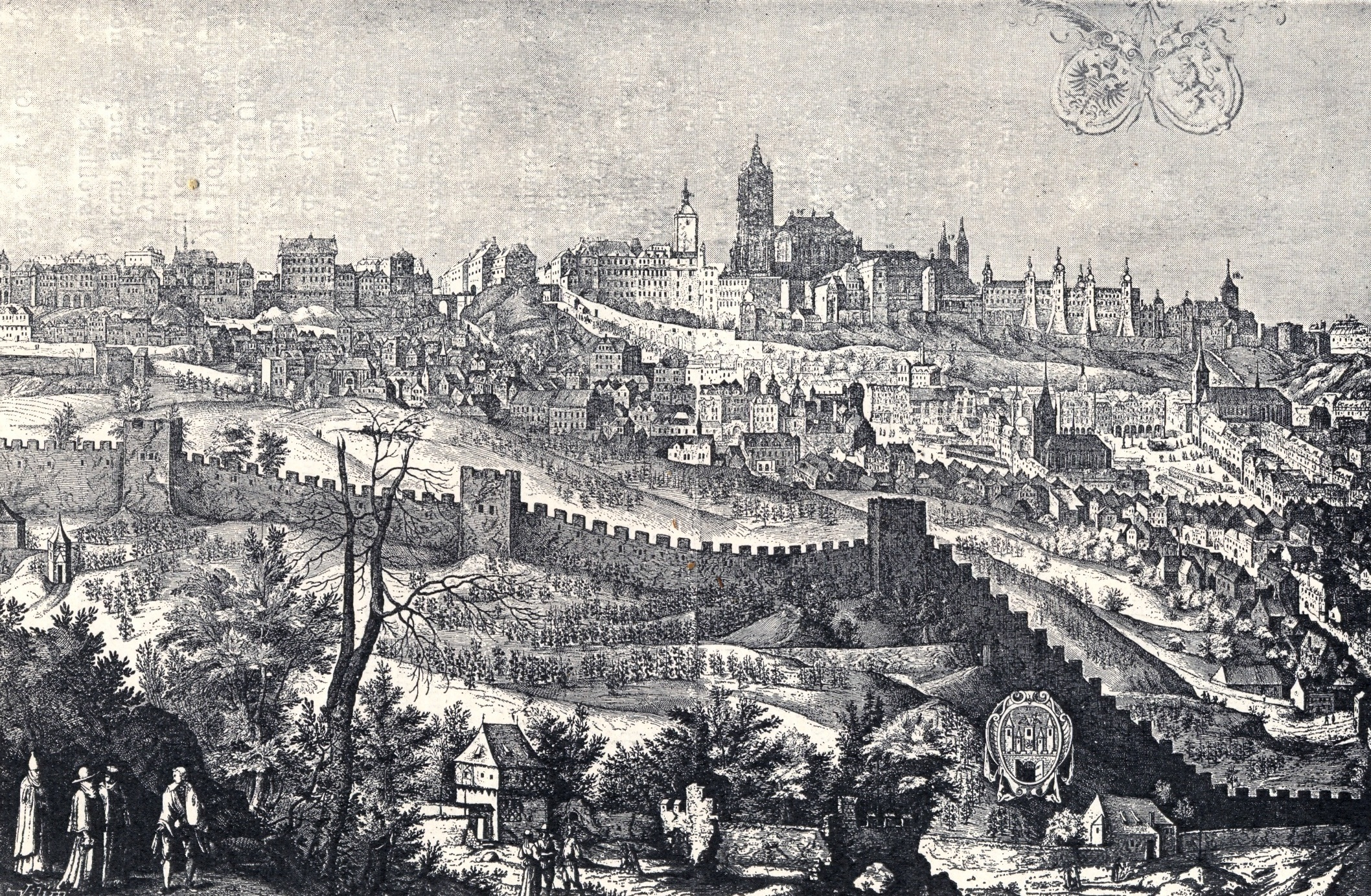
Pusté svahy pod Hradem roku 1607

V místech, kde byla roku 1751 založena tato barokní zahrada, tehdy po vzoru italských zahrad, se před tím nacházel pravděpodobně zpustlý svah. Důvodem tomu byla obranná funkce Hradu. V 10. století zde však existuje svatováclavská vinice. K její destrukci však asi došlo záhy.
V roce 1949 byl vypracován projekt obnovy zahrad a paláců v této lokalitě vedený architektem Josefem Čihákem. Na jeho základě bylo přistoupeno k jejich obnově. Další opravy následovaly v roce 1981, kdy se zajišťovaly hlavně stěny. Mezi lety 1989–1995 pak došlo k další obnově Malé Pálffyovské zahrady společně se sousední zahradou Ledebourskou. Následovala rekonstrukce Velké Pálffyovské, Kolovratské a Malé Fürstenberské zahrady, která skončila v roce 1999. Úpravy byly financovány nadací Prague Heritage Fund, zřízenou pod patronací prince Charlese a tehdejšího prezidenta Václava Havla.

## Popis
Zahrady jsou zařízlé v prudkém svahu pod Hradem. Jsou tvořeny zděným terasami, schodišti, trávníky, cestami, sochařskou dekorací a vegetací v podobě stromů, keřů, bylin a popínavých rostlin.

### Malá Pálffyovská zahrada
50°5′27,94″ s. š., 14°24′18,25″ v. d.

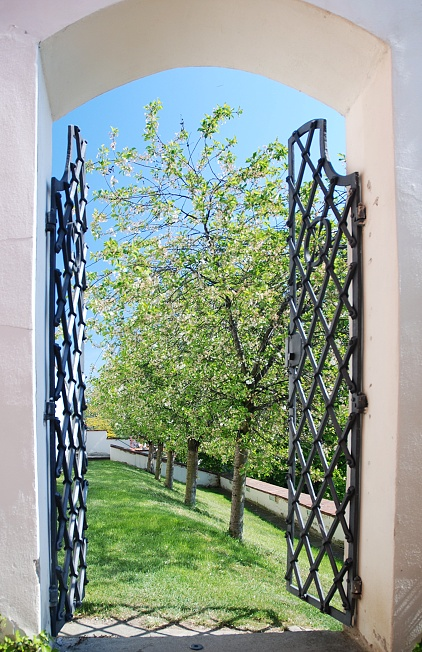
Pohled do Malé Pálffyovské zahrady

Zahrada sestává z několika teras, kde rostou ovocné stromy. Na hranici s Velkou Pálffyovskou zahradou je dlouhé schodiště spojující jednotlivé terasy. V horní části, kde se nachází průchod do ostatních zahrad, se nalézá výklenek se sochou nahé ženy. Zpřístupněna veřejnosti byla společně s Ledeburskou zahradou v roce 1995.

### Velká Pálffyovská zahrada
50°5′28,37″ s. š., 14°24′19,8″ v. d.

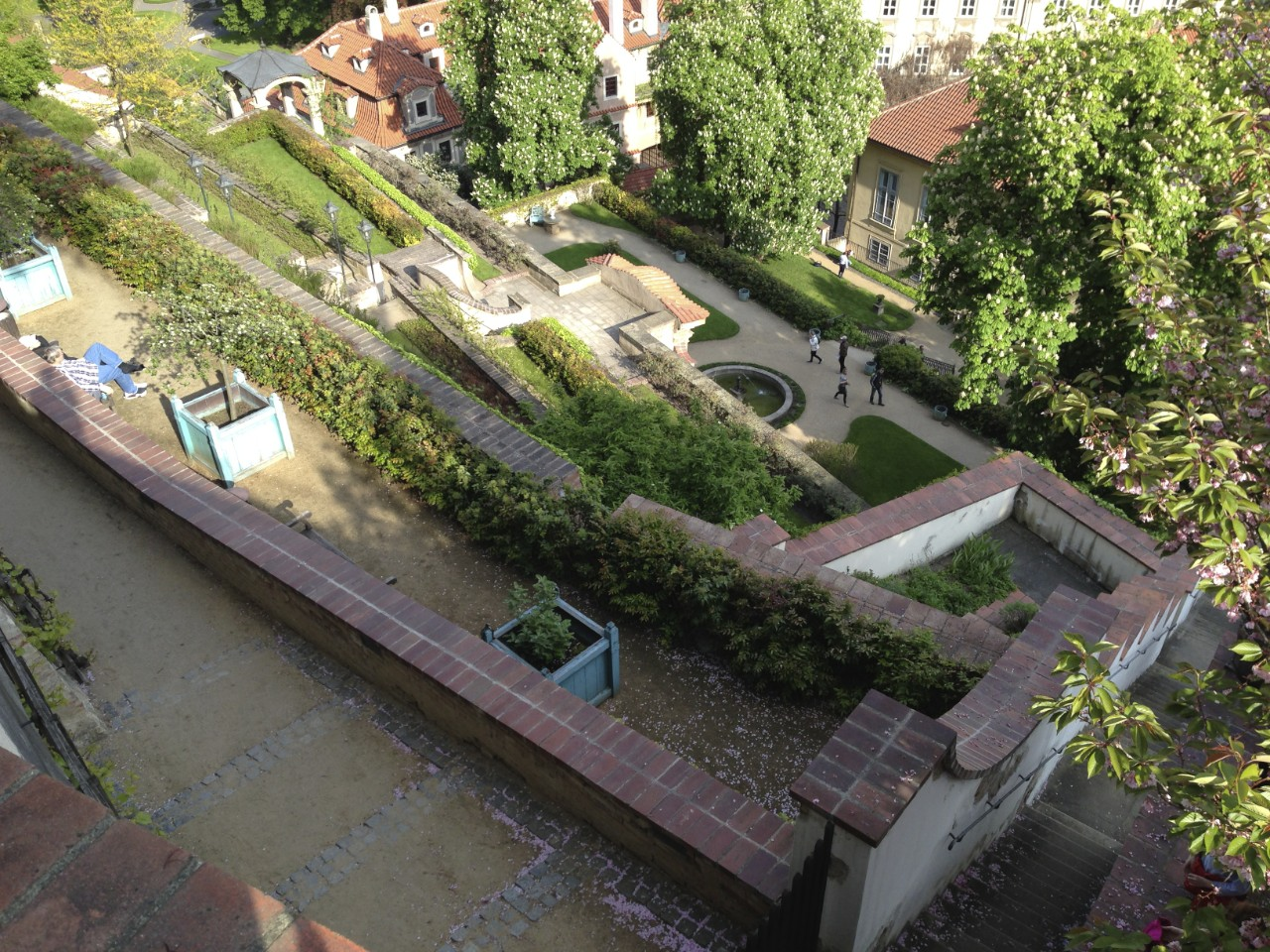
Velká Pálffyovská zahrada

Velká zahrada je také tvořena několika terasami, které podpírá zdivo. Vegetace zde má ale dekorativní charakter. Na první etáži se nachází trávníky a uprostřed kulatá fontána se soškou tritona (železo). Naproti fontáně je ve zdi barokní portál se slunečními hodinami. Dekorovaný nápis na hodinách je latinsky: Claret in orbe dies, ac taetras, hora pete umbras (volně přeloženo: Jasný buď po světě den a hnusné zaplašuj stíny). Po obou stranách portálu jsou pak na zdi pnoucí rostliny.
Druhá etáž obsahuje opět trávníky s dekorativními a pnoucími rostlinami, včetně laviček pro odpočinek. Této části dominuje šnekové schodiště vstupující na třetí etáž. Od třetí etáže pak je schodiště venkovní a vyvýšené. Dělí 4. etáž na dvě půlky a vstupuje na trávník 5. patra, kde se zanořuje do tunelovitého schodiště pokračujícího do 6. patra. Na 5. terase je východně na hranici s Malou Pálffyovskou zahradou malá nepřístupná, zdí a výškou oddělená parcela.
Poslední 6. patro je tvořeno vyhlídkovou částí. Ta je dekorována stromy v květináčích. Za vyhlídkovou částí se nachází stěna oddělující zahradu se zahradou Na Valech. Napravo a nalevo pak průchody do ostatních tzv. „palácových“ zahrad. Uprostřed je pamětní deska ke znovuotevření zahrad v roce 1997.